# Leptochilus membranaceus
Leptochilus membranaceus (лат.) — вид одиночных ос из семейства Vespidae.

## Распространение
Палеарктика. Юго-восточная Европа (от Италии и Греции до юга России).
Италия, Балканский полуостров, Украина, Россия, Турция.
В России отмечены в южном Поволжье, на Северном Кавказе (Краснодарский край). Также: Крым, Израиль, Иран, Казахстан, Туркмения, Узбекистан.

## Описание
Мелкие одиночные осы, длина тела 6-7 мм. Окраска тела варьирует, в основном чёрная с жёлтыми отметинами. Наличник жёлтый. У самцов передний край переднеспинки широко изогнут, полупрозрачен. Вершинный край 2-го тергита с густыми удлиненными точечными ямками (в виде продольных насечек), которые почти доходят до дистального края. Усики самок 12-члениковые, у самцов — 13-члениковые. В брюшке 6 тергитов у самок и 7 у самцов. Для кормления своих личинок добывают в качестве провизии гусениц бабочек и личинок жуков.